# Neopygoplus
Genre
Neopygoplus est un genre d'opilions laniatores de la famille des Assamiidae.

## Distribution
Les espèces de ce genre se rencontrent en Indonésie et en Thaïlande.

## Liste des espèces
Selon World Catalogue of Opiliones (10/06/2021) :
- Neopygoplus jacobsoni Roewer, 1923
- Neopygoplus siamensis Suzuki, 1985

## Publication originale
- Roewer, 1923 : Die Weberknechte der Erde. Systematische Bearbeitung der bisher bekannten Opiliones. Gustav Fischer, Jena, p. 1-1116 (texte intégral).